# Покров Богородичен (Ново село)
„Покров Богородичен“ (на македонска литературна норма: „Покров Богородичен“) е православна манастирска църква в махалата Ново село на град Щип, Република Македония. През годините е била женски манастир и затова е известна като Бабите. Църквата е под управлението на Брегалнишката митрополия на Македонската православна църква. Изградена е през средновековието.